# Leptadenia lancifolia
Leptadenia lancifolia là một loài thực vật có hoa trong họ La bố ma. Loài này được (Schumach. & Thonn.) Decne. mô tả khoa học đầu tiên năm 1838.